# Масюк Надія Прохорівна
Наді́я Про́хорівна Масю́к (нар. 1 жовтня 1930, Київ — пом. 13 березня 2009, Київ) — український альголог, доктор біологічних наук, професор, представник Київської наукової школи морфологів-систематиків, філогенетиків і флористів спорових рослин.

## Біографія
Надія Масюк народилася 1 жовтня 1930 року в Києві.
У роки німецької окупації залишалася у місті.
Після закінчення школи 1949 року вступила на біолого-ґрунтовий факультет Київського державного університету імені Т. Г. Шевченка, який закінчила 1954 року. Того ж року вступила до аспірантури Інституту ботаніки АН УРСР.
1959 року захистила кандидатську дисертацію «Протококковые водоросли водоемов Западно-Украинского Полесья».
З цього часу і до 1972 року працювала в Інституті ботаніки АН УРСР, пройшовши шлях від молодшого наукового співробітника до завідувачки відділу альгології (1966—1972 років).
1972 року стала завідувачем кафедри нижчих рослин Київського державного університету імені Т. Г. Шевченка, перебувала на цій посаді до 1985 року, коли цю кафедру закрили (створено єдину кафедру ботаніки).
У 1973 році Надія Масюк захистила докторську дисертацію «Рід Dunaliella Teod., морфологія, систематика, екологія, географічне поширення та перспективи практичного використання». За п'ять років їй було присвоєне наукове звання професора.
З 1985 до 1991 року вона працювала професором кафедри ботаніки КДУ імені Т. Г. Шевченка.
У 1986 році повернулася до Інституту ботаніки АН УРСР, де працювала на посаді провідного наукового співробітника відділу спорових рослин, а з 2006 року — відділу ліхенології та бріології.
Померла після тривалої хвороби 13 березня 2009 року в Києві.

## Науковий доробок
До кола наукових інтересів Надії Прохорівни входили питання таксономії, флористики, екології, еволюції, онтогенезу, фізіолого-біохімічних особливостей зелених водоростей.
Вона описала понад 50 нових для науки таксонів водоростей (новий клас Chlorodendrophyceae Massjuk, нові роди Topaczevskiella Massjuk та Pedinomonadopsis Massjuk & Guk, новий підрід Pascheria та секції Tertiolectae, Virides та Peirceinae роду Dunaliella Teod., нові види родів Chlamydomonas, Dunaliella, Hydrianum, Myochloris, Phyllariochloris, Polytoma, Pyrobotrys, Scenedesmus тощо), знайшла понад 100 таксонів, нових для альгофлори України та інших країн Євразії.
Надією Масюк запропоновано нові підходи до розв'язання питань виду, походження евкаріотичної клітини, морфології та цитології евкаріотичних водоростей, місця і ролі водоростей в еволюції життя, вивчення фоторецепторних систем і фоторуху монадних водоростей, ботанічної термінології і номенклатури.
Н. П. Масюк уперше запропонувала еволюційні концепції морфологічного типу водоростей, описала новий тип ділення клітин, виявлений у зелених джгутикових водоростей, розробила схеми їх філогенетичних зв'язків, працювала над питанням визначення місця водоростей у системі живих організмів. Вона з колегами розробила методику масового вирощування каротиноносних водоростей, яка, у свою чергу, була взята в багатьох країнах за основу для промислових технологій виробництва каротину (β-каротину з водоростей роду Dunaliella).
Крім того, вона була керівником студентського гуртка, який діяв при кафедрі нижчих рослин Київського державного університету імені Т. Г. Шевченка.
Під час роботи в Інституті ботаніки протягом 1986—2009 років під керівництвом Н. П. Масюк були захищені одна докторська та п'ять кандидатських дисертацій (головним чином дослідження ґрунтових водоростей). Таким чином, Надія Прохорівна вважається засновником Київської школи ґрунтових альгологів.

## Наукові праці
Н. П. Масюк є автором та співавтором 271 публікацій, серед яких 12 монографій, 162 статті та 70 тез доповідей. Крім того, написала 5 брошур, 16 методичних робіт. Має три авторські свідоцтва. Також вона є автором кількох методичних посібників.
- Масюк, Н. П. 1973. Морфология, систематика, экология, географическое распространение рода Dunaliella Teod. и перспективы его практического использования. Наукова думка, Киев, 1–244.
- Эволюционные аспекты морфологии эукариотических водорослей. — К.: Наук. думка, 1993.
- Водорості в системі органічного світу. — К.: Академперіодика, 2002.
- Фотодвижение клеток Dunaliella Teod.. — К.: Академперіодика, 2007.

## Відзнаки і нагороди
За заслуги у вивченні водоростей і вихованні нових поколінь дослідників, а також отриманні наукових результатів Надію Прохорівну було відзначено кількома нагородами та відзнаками:
- Премія НАН України імені М. Г. Холодного (1995)
- Медаль «В пам'ять 1500-річчя Києва»
- Медаль «Ветеран праці»
- Медаль ВДНГ СРСР «За успехи в развитии народного хозяйства СССР».

## Пам'ять
На честь Надії Прохорівни названо два нові для науки види водоростей:
- Hyalogonium massjukiae Kostikov,
- Interfilum massjukiae Mykhailjuk et al.